# Artur Braunfeld
Artur Braunfeld (30. listopadu 1902, Třebíč – pravděpodobně v roce 1944) byl český lékař.

## Biografie
Artur Braunfeld se narodil v roce 1902 v Třebíči, jeho rodina žila v ulici Smila Osovského, jeho otcem byl oděvní podnikatel Ludvík Braunfeld, jeho matkou byla Růžena Braunfeldová. Byl jejich nejmladším dítětem. V roce 1920 nastoupil na lékařskou fakultu v Brně, kterou následně absolvoval a věnoval se lékařské praxi. Ve 30. letech se vrátil do Třebíče, kde s lékařskou praxí pokračoval. Také se oženil s Kateřinou Weinerovou, v květnu roku 1942 byli oba bezdětní manželé transportování do Terezína a v říjnu roku 1944 byli oba manželé začleněni do transportu Es, kterým byli odsunuti do Osvětimi.
V květnu roku 2023 byl v ulici Smila Osovského v Třebíči umístěn kámen zmizelých se jménem Artura Braunfelda.